# Terpinen-4-ol
Terpinen-4-ol, eller 4-carvomentenol är en kemisk förening med formeln C10H18O. Ämnet är en terpen och återfinns i eteriska oljor från muskot.
Ämnets PubChem-nummer är 11230.

## Tillverkning
Terpinen-4-ol kan tillverkas enligt följande reaktionsschema:

Syntes